# Chalybion ruficorne
Chalybion ruficorne är en biart som beskrevs av Hensen 1988. Chalybion ruficorne ingår i släktet Chalybion och familjen grävsteklar. Inga underarter finns listade i Catalogue of Life.